# Stretta di Longi
Stretta di Longi este o arie protejată (arie specială de conservare — SAC, sit de importanță comunitară — SCI) din Italia întinsă pe o suprafață de 946 ha, integral pe uscat.

## Localizare
Centrul sitului Stretta di Longi este situat la coordonatele 38°03′08″N 14°43′58″E / 38.052222°N 14.732778°E.

## Înființare
Situl Stretta di Longi a fost declarat sit de importanță comunitară în septembrie 1995 pentru a proteja 8 specii de animale. Situl a fost protejat și ca arie specială de conservare în martie 2017.

## Biodiversitate
Situată în ecoregiunea mediteraneană, aria protejată conține 15 habitate naturale: Peșteri inaccesibile publicului, Păduri de stejar alb estice, Tufărișuri termo-mediteraneene și de pre-deșert, Grohotișuri termofile și vest-mediteraneene, Păduri de Quercus ilex și Quercus rotundifolia, Galerii de Salix alba și de Populus alba, Pseudostepă cu ierburi și specii anuale de Thero-Brachypodietea, Galerii și tufărișuri riverane sudice (Nerio-Tamaricetea și Securinegion tinctoriae), Păduri de Quercus suber, Pante stâncoase calcaroase cu vegetație casmofită, Fânețe de joasă altitudine (Alopecurus pratensis, Sanguisorba officinalis), Păduri panonice-balcanice de stejar turcesc - stejar sesil, Păduri de Castanea sativa, Mlaștini alcaline, Râuri mediteraneene cu debit permanent cu specii de Paspalo-Agrostidion și galerii riverane de Salix și de Populus alba.
La baza desemnării sitului se află mai multe specii protejate:
- păsări (7): Alectoris graeca whitakeri, acvilă de munte (Aquila chrysaetos), șoim călător (Falco peregrinus), vulturul pleșuv sur (Gyps fulvus), gaia neagră (Milvus migrans), gaia roșie (Milvus milvus), viespar (Pernis apivorus)
- nevertebrate (1): Euplagia quadripunctaria

Pe lângă speciile protejate, pe teritoriul sitului au mai fost identificate 51 de specii de plante, 3 specii de amfibieni, 4 specii de mamifere, 61 de specii de nevertebrate, 10 specii de reptile.